# Виртешка
Виртешка (рум. Vârteșca) — село у повіті Селаж в Румунії. Входить до складу комуни Залха.
Село розташоване на відстані 364 км на північний захід від Бухареста, 34 км на схід від Залеу, 44 км на північ від Клуж-Напоки.

## Населення
За даними перепису населення 2002 року у селі проживали 80 осіб, усі — румуни. Усі жителі села рідною мовою назвали румунську.